# Tin Široki
Tin Široki, né le 29 avril 1987 à Zagreb, est un skieur alpin croate.

## Biographie
Membre du SK Zinam, il commence sa carrière internationale en 2002 en participant à des courses FIS et dans la Coupe d'Europe en 2005.
Aux Jeux olympiques d'hiver de 2006, il prend part au combiné qu'il termine 26e. Il prend part à ses premiers Championnats du monde en 2007 à Åre.
Il fait sa première apparition en Coupe du monde en janvier 2008. Il marque ses premiers points au super combiné de Wengen en janvier 2011 (26e place). Une semaine plus tard, il se classe 13e du combiné de Kitzbühel.
Il participe à trois championnats du monde, en 2007, 2009 et 2011. Ses meilleurs résultats sont 14e du super combiné et 23e de la descente en 2009 et 18e du super combiné en 2011.
Il prend sa retraite sportive en 2012.

## Palmarès

### Jeux olympiques
| Édition / Épreuve | Combiné |
| ----------------- | ------- |
| JO 2006 Turin     | 26e     |

### Championnats du monde
| Édition / Épreuve                    | Descente | Super G | Slalom géant | Slalom  | Super combiné |
| ------------------------------------ | -------- | ------- | ------------ | ------- | ------------- |
| Mondiaux 2007 Åre                    | 48e      | 52e     | -            | -       | Abandon       |
| Mondiaux 2009 Val d'Isère            | 23e      | Abandon | 37e          | Abandon | 14e           |
| Mondiaux 2011 Garmisch-Partenkirchen | Abandon  | Abandon | Abandon      | -       | 18e           |

### Coupe du monde
- Meilleur classement général : 147e en 2012.
- Meilleur résultat sur une manche : 26e.

| Saison/Classement | Général | Général | Combiné | Combiné |
| Saison/Classement | Class.  | Points  | Class.  | Points  |
| ----------------- | ------- | ------- | ------- | ------- |
| 2011              | 150e    | 8       | 44e     | 8       |
| 2012              | 147e    | 2       | 45e     | 2       |